# Ласкирев, Дмитрий Фёдорович
Дмитрий Фёдорович Ласкирев (ум. между 1542 и 1548) — русский дипломат и государственный деятель греческого происхождения.

## Биография
Из рода Ласкиревых, потомков ромейских императоров первой половины XIII в. Ла́скарисов. В 1261 году их отстранили от власти Палеологи.  Феодор Ласкарис приехал в Москву осенью 1496 г. от венгерского короля Матвея Корвина (Ма́тьяш Ху́ньяди; 1443—1490) вместе с сыном Дмитрием.
Со слов Д. Ф. Ласкирева в 20-х годах XVI века русскими книжниками была записана легенда о видении образа Спаса ромейскому басилевсу Мануилу. Кроме того, Дмитрий Ласкирев упоминается в сказании Новгородской III летописи «О чудном видении Спасова образа Мануила царя Греческого».
В 1519—1520 г. власти Чудова монастыря купили у Дмитрия Федоровича Ласкирева с сыном Михаилом его куплю в Обарниче Московского уезда сельцо Мишнево Неклюдовское, деревню Матвеевскую с Захаровским, Должинским и Долгим лугами.
В 1531—1532 гг. Дмитрий Федорович купил у Огаревых село Старое Глебовское в Юрьеве Польском уезде.
В 1548 г. жена Дмитрия Софья сделал денежный вклад в Троице-Сергиев монастырь 50 руб. В дальнейшем вклады Ласкиревых неизвестны и в Троицком синодике упоминается только Софья.

## Служба
В 1505 г. вместе с Митрофаном Карачаровым вернулся из посольства в Европу. В составе посольства находилось много мастеровых людей (серебряных, пушечных и стенных дел). По сообщению А. А. Зимина, в московском архиве хранится «список з грамоты з докончальные, какова послана грамота г датцкому королю Ивану, с золотою печатью, з Дмитреем Ласкиревым».
В марте-декабре 1514 г. он возглавлял посольство к императору Священной Римской империи Максимилиану I, вернулся с договорной грамотой.
В 1528 г. Дмитрий выступил одним из поручителей по князьям Андреем и Иваном Шуйскими. В 1539—1540 гг. новгородский дворецкий. В январе-апреле 1542 г. на встрече польских послов записан по Москве.

## Семья
Дмитрий Федорович был женат на Софье и имел двух сыновей: Михаила и бездетного Василия. Старший сын Михаил — в середине 1550-х гг. дворовой сын боярский по Москве (вместе с сыновьями Федором и Василием), в Дворовой тетради показан уже умершим. В сентябре 1550 г. был на свадьбе князя Владимира Андреевича на Е. А. Нагой. Умер Михаил предположительно в 1557 году, но не ранее 5 ноября 1554 г., когда был в поезде на свадьбе Семена Касаевича.